# César Palacios Pérez
César Palacios Pérez (Soria, España, 11 de noviembre de 2004) es un futbolista español que juega de centrocampista en el Real Madrid Castilla C. F. de la Primera Federación.

## Trayectoria
Nacido en Soria e hijo del exfutbolista César Palacios, Palacios comenzó su carrera en el mismo equipo que su padre había representado durante los últimos seis años de su carrera, el C. D. Numancia. Tras diez años en el Numancia, fue fichado por el Real Madrid C. F. en junio de 2020.
Su carrera en las categorías inferiores del Real Madrid comenzó con buen pie, y ascendió del Juvenil C al Juvenil B, tras acumular varios goles y asistencias en su primera temporada. En mayo de 2022 firmó una ampliación de contrato que le mantendrá en Los Blancos hasta 2027.
Cabe destacar su doblete ante el juvenil del Valencia C. F. en la victoria por 3-1 en los cuartos de final de la Copa del Rey juvenil de 2023. Participó en la final que el Real Madrid ganó a la U. D. Almería.

## Selección nacional

### Categorías inferiores
Ha representado a España en las categorías sub-19 y sub-20. Marcó en su debut con la selección sub-19 en la victoria por 1-0 contra Alemania.

## Estadísticas

### Clubes
Actualizado al último partido disputado el 7 de julio de 2023.
| Club                                | Div.          | Temporada     | Liga  | Liga  | Liga   | Copas nacionales | Copas nacionales | Copas nacionales | Copas internacionales | Copas internacionales | Copas internacionales | Total | Total | Total  |
| Club                                | Div.          | Temporada     | Part. | Goles | Asist. | Part.            | Goles            | Asist.           | Part.                 | Goles                 | Asist.                | Part. | Goles | Asist. |
| ----------------------------------- | ------------- | ------------- | ----- | ----- | ------ | ---------------- | ---------------- | ---------------- | --------------------- | --------------------- | --------------------- | ----- | ----- | ------ |
| Real Madrid Castilla C. F. · España | 1.ª F         | 2023-24       | 24    | 0     | 0      | ―                | ―                | ―                | ―                     | ―                     | ―                     | 24    | 0     | 0      |
| Real Madrid Castilla C. F. · España | Total club    | Total club    | 24    | 0     | 0      | 0                | 0                | 0                | 0                     | 0                     | 0                     | 24    | 0     | 0      |
| Total carrera                       | Total carrera | Total carrera | 24    | 0     | 0      | 0                | 0                | 0                | 0                     | 0                     | 0                     | 24    | 0     | 0      |

### Selección nacional
| Selección                            | Partidos | Goles |
| ------------------------------------ | -------- | ----- |
| Selección de fútbol sub-19 de España | 14       | 7     |
| Total                                | 14       | 7     |